# The Last Resort
"The Last Resort" is een lied van de Amerikaanse muziekgroep Eagles. Het nummer, dat geschreven werd door Glenn Frey en Don Henley, is de afsluitende track van het album Hotel California. Een verkorte versie van het nummer lijkt in enkele gevallen te zijn verschenen op de B-kant van de single "Life in the Fast Lane" in 1976.
Dit is echter twijfelachtig. Het is namelijk niet onwaarschijnlijk dat de daarbij vermelde speelduur van 4:55 per abuis is overgenomen van het nummer Wasted Time, wat ook in meerdere landen als B-kant was gebruikt en inderdaad een speelduur van 4:55 heeft. Bij de meeste uitgaven waar The Last Resort de B-kant is staat ook de normale volle speelduur van 7:25 vermeld.
Het lied beschrijft de vernietiging van het originele en mooie oorspronkelijke land, dat later bekend werd als de Verenigde Staten. De immigranten komen aan in Providence (Rhode Island) en trekken steeds verder westwaarts het land in. Nieuwe terreinen worden aangemerkt als paradijs, maar steevast vernietigd door de aanwezigheid van de mens. Vernietiging vindt plaats door de mens zelf of als "wil van God". Gewezen wordt op The Great Divide en Wounded Knee (Red man's way); "Rape the land". Uiteindelijk staat men aan de kust van de Grote Oceaan en alle cultuur is verdwenen. Het is niet genoeg; ook Hawaï moet er aan geloven ("Jesus is coming, in the name of God").
Henley vertelde in een interview met het muziekblad Q het volgende over de betekenis van het lied: "The gist of the song was that when we find something good, we destroy it by our presence." (Nederlands: "De essentie van het nummer is dat als wij iets goeds vinden, het vernietigen door onze aanwezigheid").
Het is een aanvulling op "Hotel California", dat gaat over de gelukszoekers in de jaren ’70 die naar het toenmalige “paradijs” Californië trokken in de hoop veel geld te verdienen.

## Evergreen Top 1000
| Evergreen Top 1000 "The Last Resort" | Evergreen Top 1000 "The Last Resort" | Evergreen Top 1000 "The Last Resort" | Evergreen Top 1000 "The Last Resort" | Evergreen Top 1000 "The Last Resort" | Evergreen Top 1000 "The Last Resort" | Evergreen Top 1000 "The Last Resort" | Evergreen Top 1000 "The Last Resort" | Evergreen Top 1000 "The Last Resort" | Evergreen Top 1000 "The Last Resort" | Evergreen Top 1000 "The Last Resort" | Evergreen Top 1000 "The Last Resort" | Evergreen Top 1000 "The Last Resort" | Evergreen Top 1000 "The Last Resort" | Evergreen Top 1000 "The Last Resort" | Evergreen Top 1000 "The Last Resort" | Evergreen Top 1000 "The Last Resort" |
| Jaar                                 | 2008                                 | 2009                                 | 2010                                 | 2011                                 | 2012                                 | 2013                                 | 2014                                 | 2015                                 | 2016                                 | 2017                                 | 2018                                 | 2019                                 | 2020                                 | 2021                                 | 2022                                 | 2023                                 |
| ------------------------------------ | ------------------------------------ | ------------------------------------ | ------------------------------------ | ------------------------------------ | ------------------------------------ | ------------------------------------ | ------------------------------------ | ------------------------------------ | ------------------------------------ | ------------------------------------ | ------------------------------------ | ------------------------------------ | ------------------------------------ | ------------------------------------ | ------------------------------------ | ------------------------------------ |
| Positie                              | -                                    | -                                    | -                                    | -                                    | -                                    | -                                    | -                                    | -                                    | -                                    | 88                                   | 21                                   | 24                                   | 25                                   | 11                                   | 10                                   | 15                                   |

## NPO Radio 2 Top 2000
Hoewel "The Last Resort" door de lengte niet geschikt werd bevonden als single, staat het nummer al sinds de eerste editie in december 1999, steevast als tweede plaat van The Eagles in de NPO Radio 2 Top 2000.

| Nummer met noteringen in de NPO Radio 2 Top 2000 | '99 | '00 | '01 | '02 | '03 | '04 | '05 | '06 | '07 | '08 | '09 | '10 | '11 | '12 | '13 | '14 | '15 | '16 | '17 | '18 | '19 | '20 | '21 | '22 | '23 | '24 |
| ------------------------------------------------ | --- | --- | --- | --- | --- | --- | --- | --- | --- | --- | --- | --- | --- | --- | --- | --- | --- | --- | --- | --- | --- | --- | --- | --- | --- | --- |
| The Last Resort                                  | 176 | 101 | 59  | 48  | 29  | 48  | 30  | 35  | 26  | 30  | 38  | 39  | 64  | 66  | 60  | 55  | 78  | 108 | 104 | 139 | 141 | 163 | 168 | 168 | 181 | 189 |

1. ↑  Een vetgedrukt getal geeft de hoogste notering aan.